# Potatisväxter
Potatisväxter (Solanaceae) är en av de största växtfamiljerna.[källa behövs] Omkring tvåtusen arter ingår, fördelade på över 90 släkten, uppdelade i sju underfamiljer. Några av de arter som finns i familjen är potatis (Solanum tuberosum), tomat (Solanum lycopersicum), aubergine (Solanum melongea), kapkrusbär (Physalis peruviana), paprika och chilipeppar (Capsicum annuum). Den innehåller också många giftiga växter, som spikklubba (Datura stramonium), bolmört (Hyoscyamus niger), alruna (Mandragora officinarum) och belladonna (Atropa belladonna).   
Flera av de giftiga potatisväxterna har använts som hallucinogener på grund av sitt innehåll av tropanalkaloiderna skopolamin, hyoscyamin och atropin. Många har också varit viktiga medicinalväxter, då tropanalkaloiderna fungerar kramplösande och lugnande i rätt dos. Långt in på nittonhundratalet fanns stramoniumcigaretter på apoteken. Dessa tillverkades av spikklubbans blad och röktes mot astma. Flera dödliga förgiftningar har också förekommit, till exempel då barn ätit belladonnans svarta bär.
Några giftiga medlemmar av potatisväxterna som har stor negativ inverkan på folkhälsan är virginiatobak (Nicotiana tabacum) och andra arter i tobaksläktet.
Potatisväxtfamiljen har sitt ursprung på den sydamerikanska kontinenten, men finns nu på alla bevuxna kontinenter.

## Systematik
Familjen delas in i sju underfamiljer:
- Browallioideae
- Goetzeoideae
- Nicotianoideae
- Petunioideae
- Schizanthoideae
- Schwenckioideae
- Solanoideae

### Webbkällor
- Svensk Kulturväxtdatabas
- Anderberg, A. Potatisväxter. 2000. Den virtuella floran.
- Angiosperm Phylogeny Website
- Wikimedia Commons har media som rör Potatisväxter.